# Axintele
Axintele je rumunská obec v župě Ialomița. Žije zde přibližně 2 200 obyvatel. Administrativní součástí obce jsou i dvě okolní vesnice.

## Části obce
- Axintele – 1 447 obyvatel
- Bărbătescu – 195 obyvatel
- Horia – 576 obyvatel